# Riley Schmidt
Riley Schmidt (ur. 11 lutego 1976 w Saint Louis) – amerykański aktor telewizyjny, teatralny i filmowy, także scenarzysta, okazjonalnie kaskader. W 1994 ukończył szkołę średnią w St. John Vianney w Kirkwood w Missouri. W 1998 ukończył studia na Uniwersytecie Missouri z tytułem licencjata dziennikarstwa i był członkiem braterstwa Sigma Chi.

## Filmografia
- 1999: Passions jako Pete
- 2000: Siódme niebo jako Bobby
- 2000: Powrót do Providence jako Harry
- 2000: S Club 7 w Los Angeles jako Zach
- 2000: Sabrina, nastoletnia czarownica jako urojony chłopak
- 2001: Power Rangers Time Force jako Dash
- 2002: Raport mniejszości jako pracownik przed przestępstwem
- 2004: Dowody zbrodni jako Adam Clarke 1969
- 2004: Drake i Josh jako chłopak
- 2005: Ostry dyżur jako Matt
- 2011: Dni naszego życia jako Adam
- 2011: Melissa i Joey jako Stan
- 2011: American Horror Story jako gumowy człowiek
- 2015: Królowe krzyku jako czerwony diabeł i Zielona Meanie
- 2018: American Horror Story: Apokalipsa jako gumowy człowiek
- 2020: 9-1-1 jako Harrison Meeks